# 1. Wiener Neustädter SC (2008)
1. Wiener Neustädter SC – austriacki klub piłkarski, mający siedzibę w mieście Wiener Neustadt, w północno-wschodniej części kraju. Obecnie gra w Regionalliga Ost.

## Historia
Chronologia nazw:
- 2008: FC Magna Wiener Neustadt
- 2009: SC Magna Wiener Neustadt – po fuzji z Wiener Neustädter SC
- 2011: SC Wiener Neustadt
- 2019: 1. Wiener Neustädter SC

Klub sportowy FC Magna Wiener Neustadt został założony w miejscowości Wiener Neustadt 19 maja 2008 roku po tym jak klub pierwszej ligi SC Schwanenstadt, który miał problemy finansowe, postanowił podczas walnego zgromadzenia w Oberwaltersdorfie przenieść swoją siedzibę klubu do Dolnej Austrii. Klub otrzymał prawo gry w drugiej lidze austriackiej zamiast SC Schwanenstadt, który zbankrutował. W sezonie 2007/2008 Schwanenstadt zajął 7. miejsce w tych rozgrywkach. Nowym prezesem klubu został Frank Stronach, austriacko-kanadyjski biznesmen, założyciel firmy Magna International, która została sponsorem klubu.
Swoje pierwsze ligowe spotkanie FC Magna rozegrał 12 lipca 2008 przeciwko Wackerowi Innsbruck, które przegrał 0:3. Na koniec sezonu zespół wywalczył jednak mistrzostwo drugiej ligi i awansował do austriackiej Bundesligi. Pod koniec 2008 roku zdecydowano, że klub powinien przejąć zespoły z Wiener Neustädter SC po sezonie 2008/09, który grał od sezonu 2004/05 w 2. Niederösterreichischen Landesliga (D5). 1 lipca 2009 na skutek fuzji FC Magny z Wiener Neustädter SC zmieniono nazwę klubu na SC Magna Wiener Neustadt. Debiutowy sezon 2009/10 na najwyższym poziomie zakończył na 5.miejscu. W 2011 skrócił nazwę do SC Wiener Neustadt. Po zakończeniu sezonu 2014/15, w którym zajął 10.pozycję, spadł do Erste Liga. W sezonie 2018/19 uplasował się w górnej części tabeli na szóstej pozycji, jednak klub nie uzyskał licencji na nowy sezon i został zdegradowany do Regionalliga Ost. Po spadku klub przyjął nazwę 1. Wiener Neustädter SC, kontynuując tradycję klubu partnera po fuzji powstałego w 1908 roku.

## Barwy klubowe, strój
|  |  |

Klub ma barwy niebiesko-białe. Zawodnicy domowe spotkania zazwyczaj grają w niebieskich koszulkach, niebieskich spodenkach oraz niebieskich getrach.

## Sukcesy

### Trofea międzynarodowe
Nie uczestniczył w rozgrywkach europejskich (stan na 31-05-2019).

### Trofea krajowe
| \| \| Zdobyte trofea w rozgrywkach Austrii (stan na: 31-05-2019) \| |                                                            |      |          |
| Rozgrywki                                                           | Osiągnięcie                                                | Razy | Sezon(y) |
| · Mistrzostwo                                                       | I miejsce                                                  | 0    |          |
| · Mistrzostwo                                                       | II miejsce                                                 | 0    |          |
| · Mistrzostwo                                                       | III miejsce                                                | 0    |          |
| · Mistrzostwo                                                       | 5.miejsce                                                  | 1    | 2009/10  |
| Puchar                                                              | zdobywca                                                   | 0    |          |
| Puchar                                                              | finalista                                                  | 0    |          |
| Puchar                                                              | finalista                                                  | 1    | 2009/10  |
| II liga                                                             | I miejsce                                                  | 1    | 2008/09  |
| II liga                                                             | II miejsce                                                 | 0    |          |
| II liga                                                             | III miejsce                                                | 1    | 2017/18  |
| Austria                                                             | Zdobyte trofea w rozgrywkach Austrii (stan na: 31-05-2019) |      |          |

## Poszczególne sezony

### Rozgrywki międzynarodowe

#### Europejskie puchary
Nie uczestniczył w rozgrywkach europejskich (stan na 31-05-2019).

### Rozgrywki krajowe
| \| Austria \| Bilans występów klubu w rozgrywkach piłkarskich Austrii (Stan na 31 maja 2019 r.) \| \| |                                                                                   |        |       |   |   |   |    |    |     |                    |        |        |      |
| Poziom                                                                                                | Rozgrywki                                                                         | Sezony | Mecze | Z | R | P | B+ | B– | Pkt | Lata               | Awanse | Spadki | Naj. |
| I | Bundesliga                                                                        | 6      |       |   |   |   |    |    |     | 2009–2015          | 0      | 1      | 5    |
| II | Erste Liga/ 2. Liga                                                               | 5      |       |   |   |   |    |    |     | 2008/09, 2015–2019 | 1      | 1      | 1    |
| III                                                                                                   | Regionalliga Ost                                                                  | 0      |       |   |   |   |    |    |     | od 2019            | 0      | 0      | ?    |
| | Puchar Austrii                                                                    | ?      |       |   |   |   |    |    |     | od 2008            | 0      | 0      | 2    |
| Austria                                                                                               | Bilans występów klubu w rozgrywkach piłkarskich Austrii (Stan na 31 maja 2019 r.) |        |       |   |   |   |    |    |     |                    |        |        |      |

## Struktura klubu

### Stadion
Klub piłkarski rozgrywa swoje mecze domowe na otwartym w 2019 roku stadionie Wiener Neustadt Arena w Wiener Neustadt o pojemności 4000 widzów. Wcześniej zespół występował na Stadion Wiener Neustadt.

### Inne sekcje
Klub prowadzi drużyny dla dzieci i młodzieży w każdym wieku. Funkcjonuje również sekcja piłkarska dziewcząt.

## Kibice i rywalizacja z innymi klubami

### Derby
- Admira Wiener Neustadt
- Wacker Wiener Neustadt
- Wiener Neustädter SC